# Karl Ludwig von Österreich

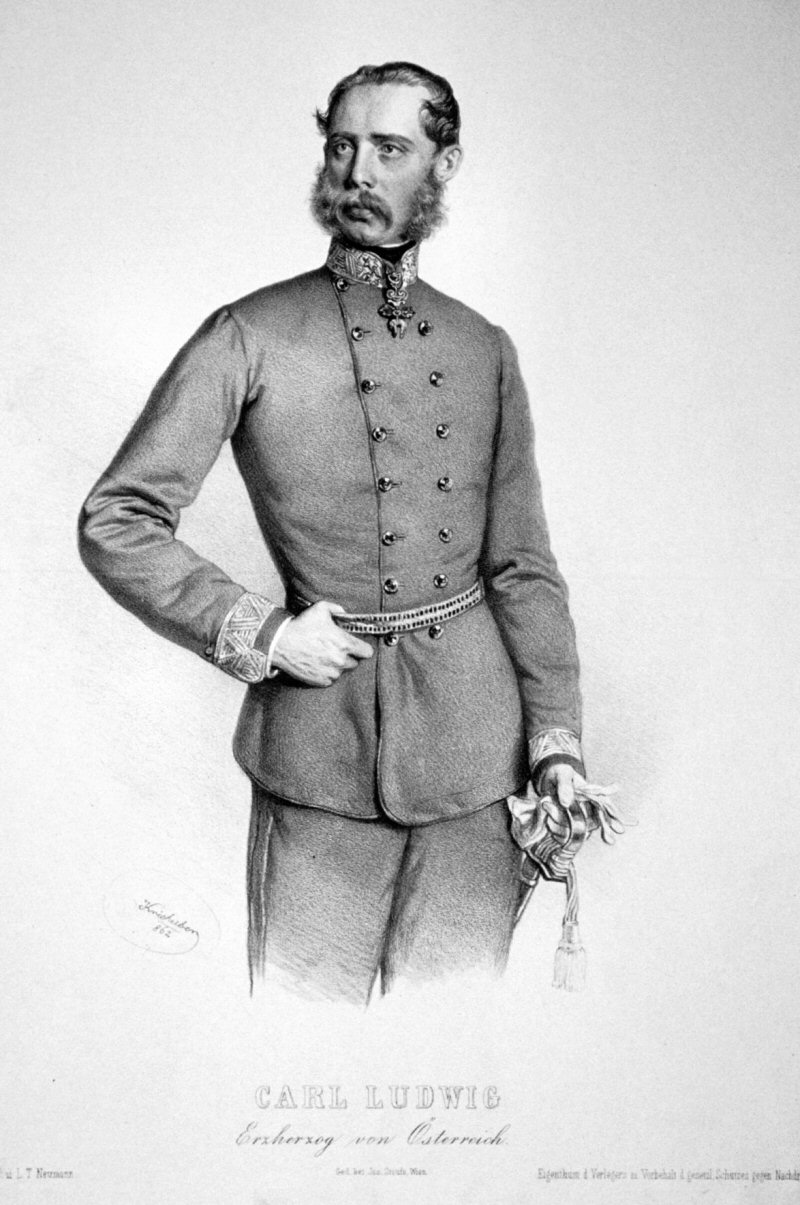
Erzherzog Carl Ludwig 1862, Lithographie von Joseph Kriehuber

Karl Ludwig von Österreich (auch Carl Ludwig; * 30. Juli 1833 in Schloss Schönbrunn, damals in einem Vorort von Wien; † 19. Mai 1896 ebenda) war ein Habsburger Erzherzog und der zweitjüngere Bruder Kaiser Franz Josephs von Österreich.

## Leben

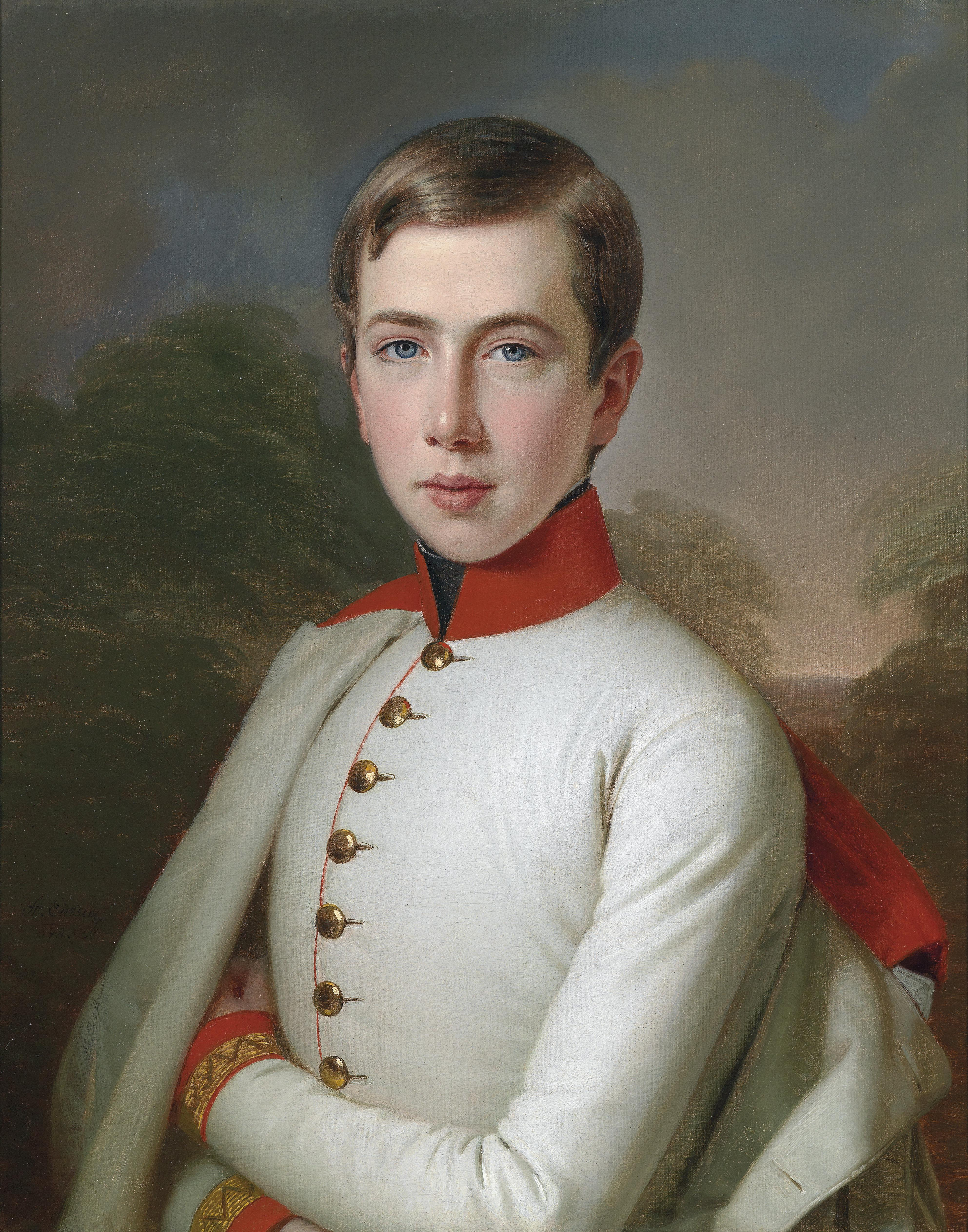
Karl Ludwig als Jugendlicher, 1848 (Gemälde von Anton Einsle)

Karl Ludwig von Österreich, Fotografie von 1895

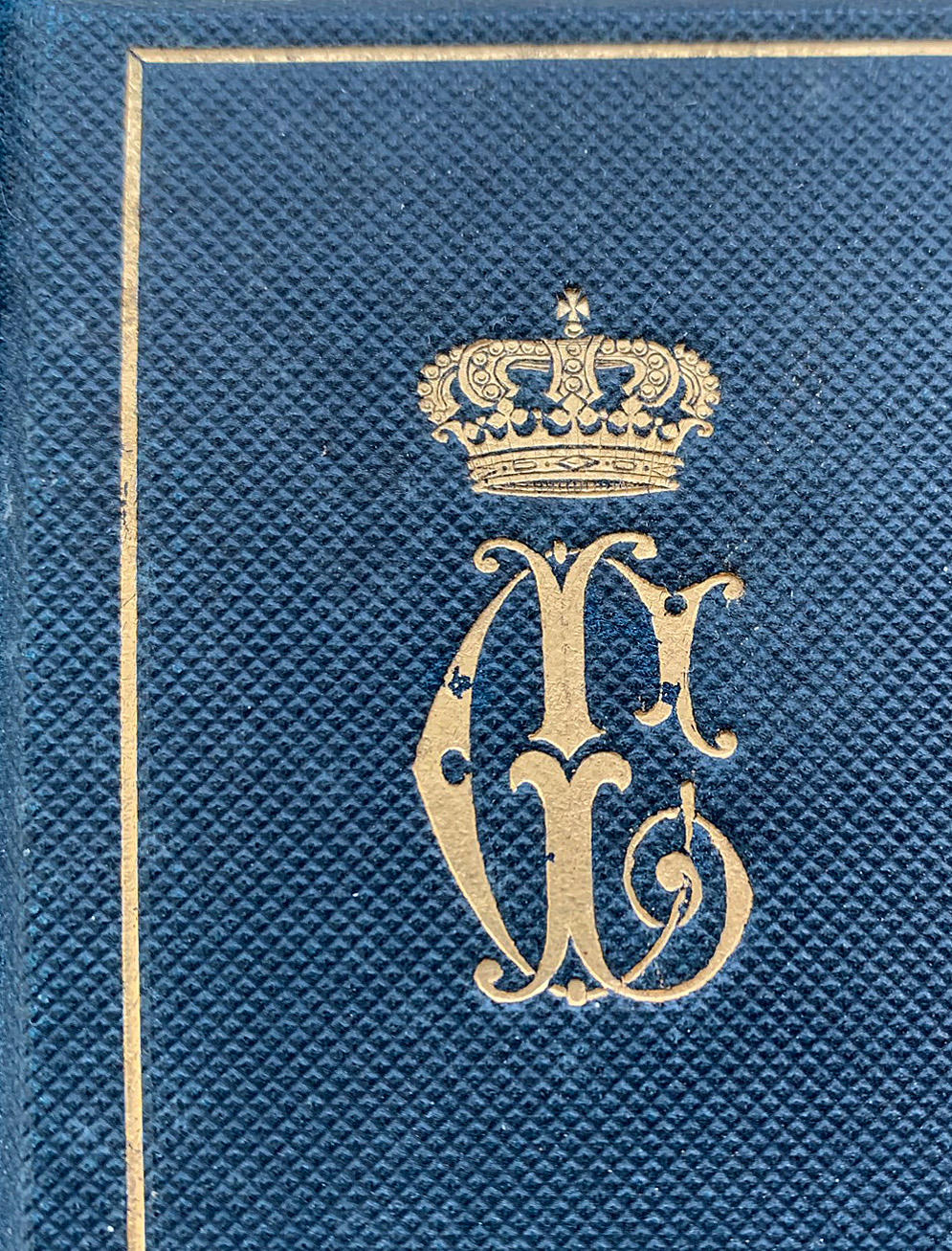
Karl Ludwigs Monogramm. Jedes Mitglied der Kaiserfamilie hatte ein eigenes Monogramm mit Krone, das auf Briefpapier, auf Büchern, auf Kassetten und auf Reisegepäck angebracht war.

Karl Ludwig war der dritte von vier Söhnen Erzherzog Franz Karls (1802–1878) und Prinzessin Sophies von Bayern (1805–1872). Das waren – in der Reihenfolge ihres Alters – Kaiser Franz Joseph, der spätere Kaiser von Mexiko Erzherzog Ferdinand Maximilian, Erzherzog Karl Ludwig und Erzherzog Ludwig Victor. Die einzige Schwester Maria Anna starb im Kindesalter. Karl Ludwig war der geborene Familienmensch, der seine Eltern und seine Geschwister liebte, wie man auch dem von ihm geführten Tagebuch seiner Kindheit entnehmen kann. Unumstrittener Mittelpunkt der Familie war die geliebte Mama, die im Unterschied zu den meisten ihrer Standesgenossen die Erziehung ihrer Kinder selbst leitete und ihren Tagesplan nach dem ihrer Kinder einteilte.
Aus seiner zweiten Ehe mit Prinzessin Maria Annunziata von Bourbon-Sizilien, mit der er vier Kinder hatte, stammen der spätere Erzherzog-Thronfolger Franz Ferdinand (1914 in Sarajewo ermordet) und Erzherzog Otto Franz Joseph, der Vater des letzten Kaisers von Österreich, Karl I.
Karl Ludwig hatte seit seiner Jugend mehrere politische Funktionen inne, darunter das des k.k. Statthalters in Tirol, wozu ihn Kaiser Franz Joseph 1855 ernannt hatte. Durch das Oktoberdiplom wurden den Völkern Österreichs 1860 die Freiheiten eines Verfassungsstaates gewährt, andererseits aber auch den Kronländern ein Teil ihrer Selbständigkeit genommen. Die Statthalter gerieten in völlige Abhängigkeit unter das dem Reichsrat verantwortliche Ministerium. Mit der Errichtung eines konstitutionellen Staates war es nunmehr unvereinbar, dass ein Mitglied der regierenden Habsburger das Amt eines Statthalters bekleidete und dadurch einem Minister unterstand. Das hatte logischerweise den Rückzug Karl Ludwigs von diesem Posten zur Folge.
Er interessierte sich, wie sein jüngster Bruder Ludwig Viktor, für Kunst und Theater und stand vielen Künstlervereinigungen als Protektor vor. Für seinen Bruder Kaiser Franz Joseph gab er aus Anlass von hohen Staatsbesuchen, aber auch für die Familie und Freunde, häufig Bälle und Benefizveranstaltungen. Nach dem Tod Kronprinz Rudolfs im Jahr 1889 wurde er Thronfolger der österreichisch-ungarischen Monarchie, nach seinem Tod ging der Titel an seinen ältesten Sohn Franz Ferdinand über, der aber auch nicht Kaiser wurde. Das wurde als letzter Kaiser Österreichs dann 1916 Karl, Sohn des zweiten Sohns von Karl Ludwig, Neffe des Erzherzog-Thronfolgers Franz Ferdinand und Großneffe von Kaiser Franz-Joseph.
Karl Ludwig war wie alle Mitglieder der Kaiserfamilie sehr gläubig, was ihn letztlich sogar das Leben kostete. Als er bei einer Reise nach Ägypten und Palästina als tiefgläubiger Katholik Jordanwasser trank, das verschmutzt war, starb er nach einigen Monaten schweren Leidens an den Folgen einer Infektion. Karl Ludwig von Österreich wurde 62 Jahre alt.

## Ehen und Nachkommen
Erste Ehe (1856): Prinzessin Margarete von Sachsen (1840–1858), Tochter König Johanns von Sachsen und Prinzessin Amalies von Bayern
Zweite Ehe (1862): Prinzessin Maria Annunziata (1843–1871), Tochter König Ferdinands II beider Sizilien aus dessen zweiter Ehe mit Erzherzogin Therese von Österreich
- Erzherzog Franz Ferdinand (1863–1914) ⚭ 1900 Gräfin Sophie Josephine Albina, Tochter von Graf Bohuslaw Chotek-Chotkova und Wognin und dessen Ehefrau Gräfin Wilhelmine Kinsky von Wchinitz und Tettau
- Erzherzog Otto Franz Joseph (1865–1906) ⚭ 1886 Prinzessin Maria Josepha, Tochter König Georgs von Sachsen und dessen Ehefrau Infantin Maria Anna von Portugal
- Erzherzog Ferdinand Carl Ludwig (1868–1915), (später: Ferdinand Burg) ⚭ 1909 Berta Czuber, Tochter des Universitätsprofessors Emanuel Czuber
- Erzherzogin Margarete Sophie (1870–1902), Äbtissin in Prag ⚭ 1893 Herzog Albrecht von Württemberg, Sohn Herzog Philipps von Württemberg und dessen Ehefrau Erzherzogin Marie Theresia von Österreich

Dritte Ehe (1873): Prinzessin Maria Theresa von Braganza (1855–1944), Tochter Herzog Miguels I/Michaels I von Braganza und Prinzessin Adelheid von Löwenstein-Wertheim-Rosenberg
- Erzherzogin Maria Annunziata (1876–1961), Äbtissin in Prag
- Erzherzogin Elisabeth Amalie (1878–1960) ⚭ 1903 Prinz Alois, Sohn Prinz Alfreds von und zu Liechtenstein und dessen Ehefrau Prinzessin Henriette von Liechtenstein

## Vorfahren
| Ahnentafel Karl Ludwig von Österreich | Ahnentafel Karl Ludwig von Österreich                                                 | Ahnentafel Karl Ludwig von Österreich                                                 | Ahnentafel Karl Ludwig von Österreich                                                 | Ahnentafel Karl Ludwig von Österreich                                                 | Ahnentafel Karl Ludwig von Österreich                                                                      | Ahnentafel Karl Ludwig von Österreich                                                                    | Ahnentafel Karl Ludwig von Österreich                                                                  | Ahnentafel Karl Ludwig von Österreich                                                                            |
| ------------------------------------- | ------------------------------------------------------------------------------------- | ------------------------------------------------------------------------------------- | ------------------------------------------------------------------------------------- | ------------------------------------------------------------------------------------- | --- | --- | --- | --- |
| Ururgroßeltern                        | Kaiser Franz I. Stephan (1708–1765) ⚭ 1736 Maria Theresia (1717–1780)                 | König Karl III. von Spanien (1716–1788) ⚭ 1738 Maria Amalia von Sachsen (1724–1760)   | König Karl III. von Spanien (1716–1788) ⚭ 1738 Maria Amalia von Sachsen (1724–1760)   | Kaiser Franz I. Stephan (1708–1765) ⚭ 1736 Maria Theresia (1717–1780)                 | Herzog Christian III. von Pfalz-Zweibrücken (1674–1735) ⚭ 1719 Karoline von Nassau-Saarbrücken (1704–1774) | Joseph Karl von Pfalz-Sulzbach (1694–1729) ⚭ 1717 Elisabeth Auguste Sofie von der Pfalz (1693–1728)      | Großherzog Karl Friedrich von Baden (1728–1811) ⚭ 1751 Karoline Luise von Hessen-Darmstadt (1723–1783) | Landgraf Ludwig IX. von Hessen-Darmstadt (1719–1790) ⚭ 1741 Henriette Karoline von Pfalz-Zweibrücken (1721–1774) |
| Urgroßeltern                          | Kaiser Leopold II. (1747–1792) ⚭ 1765 Maria Ludovica von Spanien (1745–1792)          | Kaiser Leopold II. (1747–1792) ⚭ 1765 Maria Ludovica von Spanien (1745–1792)          | König Ferdinand I. (1751–1825) ⚭ 1768 Maria Karolina von Österreich (1752–1814)       | König Ferdinand I. (1751–1825) ⚭ 1768 Maria Karolina von Österreich (1752–1814)       | Friedrich Michael von Pfalz-Birkenfeld (1724–1767) ⚭ 1746 Maria Franziska von Pfalz-Sulzbach (1724–1794)   | Friedrich Michael von Pfalz-Birkenfeld (1724–1767) ⚭ 1746 Maria Franziska von Pfalz-Sulzbach (1724–1794) | Karl Ludwig von Baden (1755–1801) ⚭ 1774 Amalie von Hessen-Darmstadt (1754–1832)                       | Karl Ludwig von Baden (1755–1801) ⚭ 1774 Amalie von Hessen-Darmstadt (1754–1832)                                 |
| Großeltern                            | Kaiser Franz II. (1768–1835) ⚭ 1790 Maria Theresia von Neapel-Sizilien (1772–1807)    | Kaiser Franz II. (1768–1835) ⚭ 1790 Maria Theresia von Neapel-Sizilien (1772–1807)    | Kaiser Franz II. (1768–1835) ⚭ 1790 Maria Theresia von Neapel-Sizilien (1772–1807)    | Kaiser Franz II. (1768–1835) ⚭ 1790 Maria Theresia von Neapel-Sizilien (1772–1807)    | König Maximilian I. Joseph (1756–1825) ⚭ 1797 Karoline Friederike Wilhelmine von Baden (1776–1841)         | König Maximilian I. Joseph (1756–1825) ⚭ 1797 Karoline Friederike Wilhelmine von Baden (1776–1841)       | König Maximilian I. Joseph (1756–1825) ⚭ 1797 Karoline Friederike Wilhelmine von Baden (1776–1841)     | König Maximilian I. Joseph (1756–1825) ⚭ 1797 Karoline Friederike Wilhelmine von Baden (1776–1841)               |
| Eltern                                | Franz Karl von Österreich (1802–1878) ⚭ 1824 Sophie Friederike von Bayern (1805–1872) | Franz Karl von Österreich (1802–1878) ⚭ 1824 Sophie Friederike von Bayern (1805–1872) | Franz Karl von Österreich (1802–1878) ⚭ 1824 Sophie Friederike von Bayern (1805–1872) | Franz Karl von Österreich (1802–1878) ⚭ 1824 Sophie Friederike von Bayern (1805–1872) | Franz Karl von Österreich (1802–1878) ⚭ 1824 Sophie Friederike von Bayern (1805–1872)                      | Franz Karl von Österreich (1802–1878) ⚭ 1824 Sophie Friederike von Bayern (1805–1872)                    | Franz Karl von Österreich (1802–1878) ⚭ 1824 Sophie Friederike von Bayern (1805–1872)                  | Franz Karl von Österreich (1802–1878) ⚭ 1824 Sophie Friederike von Bayern (1805–1872)                            |
| Karl Ludwig von Österreich            |                                                                                       |                                                                                       |                                                                                       |                                                                                       | | | | |

## Populärkultur
Im Film Sissi (1955) wird Karl Ludwig von Peter Weck verkörpert und als Verehrer der jungen „Sissi“ dargestellt.